# Gnathia pilosus
Gnathia pilosus är en kräftdjursart som beskrevs av Hadfield, Smit och Avenant-Oldewage 2008. Gnathia pilosus ingår i släktet Gnathia och familjen Gnathiidae. Inga underarter finns listade i Catalogue of Life.